# Markus Heitz

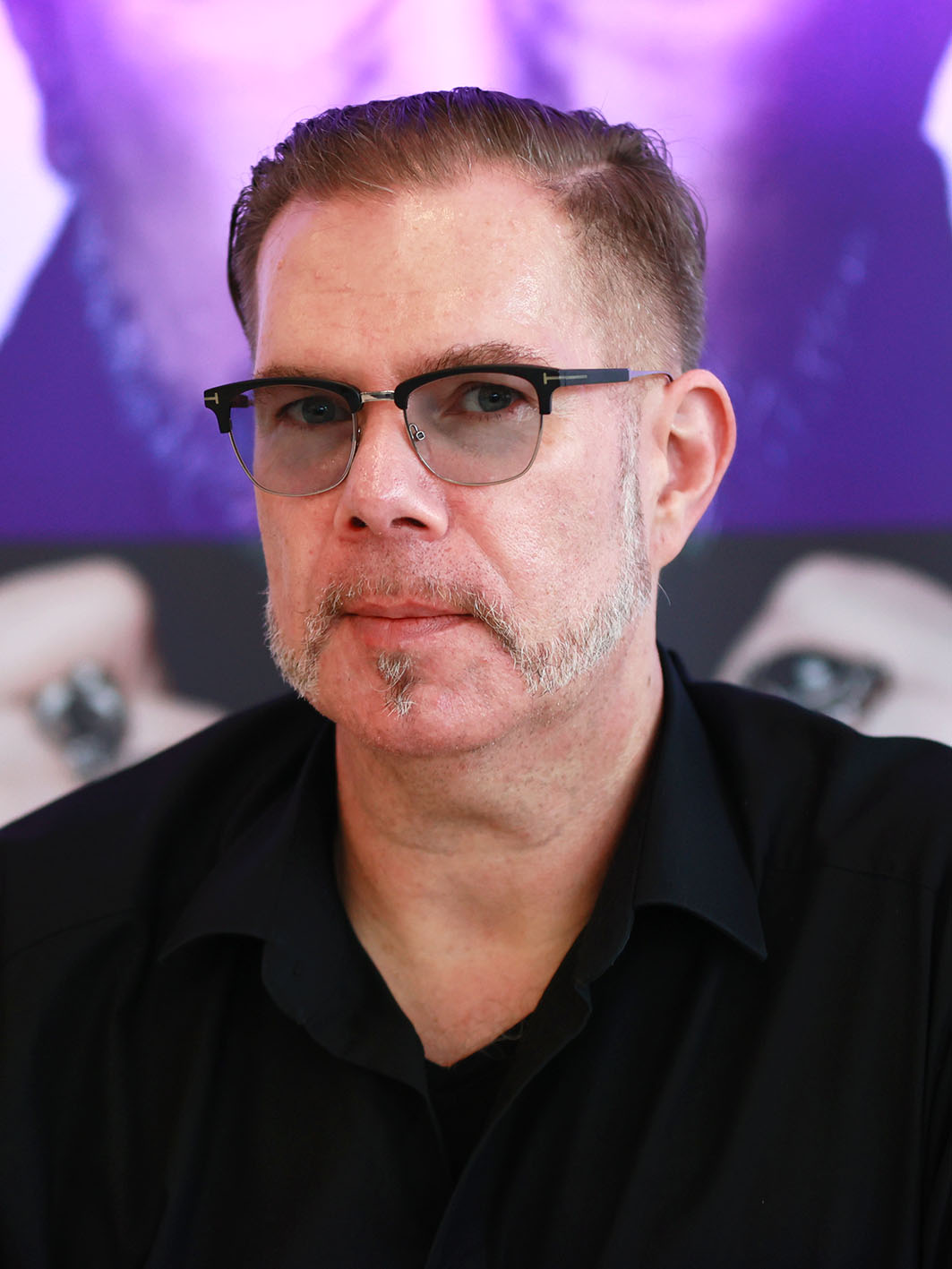
Markus Heitz – Frankfurter Buchmesse 2022

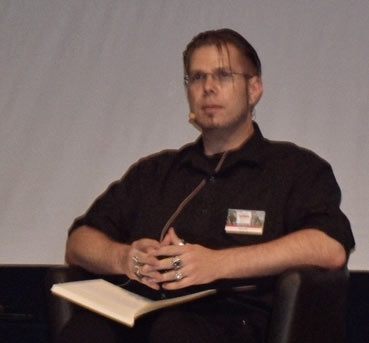
Markus Heitz beim Perry-Rhodan-Weltcon 2011 in Mannheim

Markus Heitz (* 10. Oktober 1971 in Homburg) ist ein deutscher Fantasy-, Horror- und Science-Fiction- sowie zuletzt auch Kinderbuch-Autor. Heitz gilt mit mehr als 5 Millionen verkauften Büchern alleine in Deutschland als einer der erfolgreichsten deutschen Fantasy-Autoren.

## Leben
Nachdem Heitz 1991 sein Abitur an der katholischen Privatschule Johanneum in Homburg abgeschlossen und im folgenden Jahr seinen Grundwehrdienst in Bexbach abgeleistet hatte, studierte er bis ins Jahr 2000 Germanistik und Geschichte, zunächst auf Lehramt, dann auf Magisterabschluss. Anschließend arbeitete der Protestant als freier Journalist bei der Saarbrücker Zeitung. Seit seinem Durchbruch 2003 ist er als freier Autor tätig.

## Schaffen
Heitz veröffentlichte 2002 seinen Debütroman Die Dunkle Zeit 1 – Schatten über Ulldart, für den er 2003 den Deutschen Phantastik Preis in der Kategorie Bestes Roman-Debüt National erhielt. Seinen endgültigen Durchbruch schaffte er mit dem Roman Die Zwerge 2003.
Im Jahr 2005 belebte Heitz in Zusammenarbeit mit dem Verlag Pegasus Press das Abenteuer-Spielbuch, ein beliebtes Genre der 1980er Jahre, wieder. Hier entscheidet der Leser selbst, wie die handelnde Hauptperson vorgeht, um ein Abenteuer zu bestehen. Seitdem werden Spielbücher veröffentlicht, deren Handlung abwechselnd in den Welten der Ulldart-Romane und der Zwergen-Romane angesiedelt ist. Der Autor der ersten beiden Spielbücher war Heitz selbst, die späteren entstanden in Zusammenarbeit mit Nicole Schuhmacher (Abenteuerspielbuch im Geborgenen Land der Zwerge) bzw. Sonja Rüther (Abenteuerspielbuch in Ulldart).
Das Rollenspielsystem Justifiers wurde 1988 in den USA entwickelt. Markus Heitz sicherte sich die Rechte und entwickelte gemeinsam mit anderen Autoren eine modernisierte Version des Rollenspiels, die allerdings inzwischen eingestellt worden ist. Eine darauf basierende Reihe von Romanen und Comics wird ebenfalls nicht mehr fortgesetzt.
Heitz schrieb zwischen 2002 und 2005 insgesamt sechs Romane und eine Kurzgeschichte für die Heyne-Reihe zum Rollenspiel Shadowrun. Die beiden Sammelbände Schattenjäger und Schattenläufer fassen die sechs lose zusammenhängenden Romane zusammen.
Als Gastautor verfasste Heitz Band 2615 der Reihe Perry Rhodan unter dem Titel Todesjagd auf Rhodan, welcher 2011 zur Perry-Rhodan-WeltCon anlässlich des 50-jährigen Jubiläums der Serie erschien.
Heitz verfasste das Libretto zu „Timm Thaler – Das Musical“ mit Musik und Liedtexten von Xavier Naidoo und Michael Herberger, das 2012 in Gallissas Theaterverlag erschien. Das Musical basiert auf dem Roman Timm Thaler von James Krüss.
2020 erschien der Thriller Die Republik, welcher in einer alternativen Geschichtswelt spielt, wonach die DDR bis auf Westberlin das komplette deutsche Staatsgebiet umfasst, unter dem Pseudonym Maxim Voland. Heitz begründete diesen Schritt damit, auf diesem Weg zukünftige Werke im Thriller/Krimi-Genre besser von seinem Schwerpunkt in Fantasy und Horror abzugrenzen.

## Persönliches
Heitz lebt in Homburg. Zeitweilig betrieb er in Zweibrücken einen Irish Pub. Er ist leidenschaftlicher Koch, weshalb in einigen seiner Bücher Rezepte eigens kreierter Speisen und Getränke im Anhang zu finden sind.

## Auszeichnungen (Auswahl)
Deutscher Phantastik Preis:
- 2003: Bestes Roman-Debüt National für Die Dunkle Zeit 1 – Schatten über Ulldart
- 2005: Bester nationaler Roman für Der Krieg der Zwerge
- 2006: Bester nationaler Roman für Die Rache der Zwerge
- 2007: Bester nationaler Roman für Die Mächte des Feuers
- 2007: Beste Serie für Ulldart – Zeit des Neuen
- 2009: Bester deutschsprachiger Roman für Das Schicksal der Zwerge
- 2010: Bester deutschsprachiger Roman für Die Legenden der Albae 1 – Gerechter Zorn
- 2011: Bester deutschsprachiger Roman für Judastöchter
- 2012: Bester deutschsprachiger Roman für Die Legenden der Albae 2 – Vernichtender Hass
- 2017: Bester deutschsprachiger Comic für Die Zwerge (II): Der Thronanwärter

## Bibliographie (Auswahl)

### Romane
- Ulldart: → Hauptartikel: Ulldart
  - Die Dunkle Zeit, 6 Bände, Piper-Verlag 2002–2009, teilweise auch im Hörbuch-Verlag 2008–2012
  - Die Zeit des Neuen, 3 Bände, Piper-Verlag 2006–2009
- Vampire! Vampire! – Alles über Blutsauger. Piper-Verlag, 2008, ISBN 978-3-492-29181-1
- Wédōra – Staub und Blut, Droemer Knaur, München, 2016, ISBN 978-3-426-65403-3, Hörbuch Audible 2016
- Wédōra – Schatten und Tod, Droemer Knaur, München 2017, ISBN 978-3-426-65436-1, Hörbuch Audible 2017
- Doors, 2 Staffeln, Droemer Knaur-Verlag 2018, Audible 2018
- Pakt der Dunkelheit (auch Liga des Dunkel), 10 Bände, Droemer Knaur-Verlag 2006–2015, Hörbücher im Lagato-Verlag, Argon-Verlag, Bastei Lübbe-Verlag,audio media, und Audible
- Reflexionen, Hörbuch, Audible 2017
- Des Teufels Gebetbuch. Knaur, 2017, ISBN 978-3-426-65419-4, Hörbuch Audible 2017
- Die Klinge des Schicksals. Knaur, 2018, ISBN 978-3-426-65448-4, Hörbuch Audible
- Die dunklen Lande, Knaur Verlag 2019, Hörbuch Audible 2019
- Die Meisterin: Der Beginn, Knaur, München 2020, ISBN 978-3-426-51783-3
- Die Meisterin: Spiegel & Schatten, Knaur, München 2020, ISBN 978-3-426-22704-6
- Die Meisterin: Alte Feinde, Knaur, München 2021, ISBN 978-3-426-22715-2

### Das Geborgene Land, Ishím Voróo und Phondrason

#### Die Zwerge
- Die Zwerge (Band 1). Piper-Verlag, München, 2003, ISBN 3-492-70076-4, Hörbuch Hamburg, 2006, ISBN 3-89903-269-1.
- Der Krieg der Zwerge (Band 2). Piper-Verlag, München, 2004, ISBN 3-492-70093-4, Hörbuch Hamburg, 2007, ISBN 3-89903-400-7.
- Die Rache der Zwerge (Band 3). Piper-Verlag, München, 2005, ISBN 3-492-70114-0, Hörbuch Hamburg, 2007, ISBN 3-89903-435-X.
- Das Schicksal der Zwerge (Band 4). Piper-Verlag, München, 2008, ISBN 978-3-492-70152-5, Hörbuch Hamburg, Februar 2008, ISBN 3-89903-488-0.
- Der Triumph der Zwerge (Band 5). Piper-Verlag, München, 2015, ISBN 978-3-492-70351-2, Hörbuch Hamburg, 2015, ISBN 978-3-86952-251-7.
- Die Rückkehr der Zwerge – Teil 1 (Band 6.1). Droemer Knaur, 2021, ISBN 978-3-426-22755-8, Argon Verlag, 2021, ISBN 978-3-8398-1897-8.
- Die Rückkehr der Zwerge – Teil 2 (Band 6.2). Droemer Knaur, 2021, ISBN 978-3-426-22756-5, Argon Verlag, 2021, ISBN 978-3-8398-1898-5.
- Das Herz der Zwerge – Teil 1 (Band 7.1). Knaur 2022, ISBN 978-3-426-22785-5.
- Das Herz der Zwerge – Teil 2 (Band 7.2). Knaur 2022, ISBN 978-3-426-22786-2.
- Die Zwerge-Saga (Bände 1–4 als Box). 43 CDs, gelesen von Johannes Steck, Hörbuch Hamburg 2011, ISBN 978-3-89903-323-6.

#### Die Legenden der Albae
- Die Legenden der Albae: Gerechter Zorn (Band 1). Piper-Verlag, München, 2009, ISBN 978-3-492-70154-9, Hörbuch Hamburg, 2009, ISBN 978-3-86952-008-7.
- Die Legenden der Albae: Vernichtender Hass (Band 2). Piper-Verlag, München, 2011, ISBN 978-3-492-70197-6, Hörbuch Hamburg 2011, ISBN 978-3-86952-093-3.
- Die Legenden der Albae: Dunkle Pfade (Band 3). Piper-Verlag, München, 2012, ISBN 978-3-492-70198-3, Hörbuch Hamburg 2012, ISBN 978-3-86952-132-9.
- Die Legenden der Albae: Tobender Sturm (Band 4). Piper-Verlag, München, 2014, ISBN 978-3-492-70199-0, Hörbuch Hamburg 2014, ISBN 978-3-86952-197-8.
- Die Legenden der Albae: Die Vergessenen Schriften (E-Book-Reihe). Piper-Verlag, München, 2013, ISBN 978-3-492-26965-0, Hörbuch Hamburg 2013, ISBN 978-3-86952-175-6.
- Die Legenden der Albae: Dunkles Erbe (Band 5). Droemer Knaur, München, 2024, ISBN 978-3-426-22817-3.

### Shadowrun
siehe auch: Liste der Shadowrun-Romane
- TAKC 3000. Heyne Verlag, 2002, ISBN 3-453-21319-X.
- Gottes Engel. Heyne Verlag, 2002, ISBN 3-453-86322-4.
- Aeternitas. Heyne Verlag, 2003, ISBN 3-453-87058-1.
- Sturmvogel. Heyne Verlag, 2004, ISBN 3-453-87904-X.
- 05:58. Heyne Verlag, 2004, ISBN 3-453-52007-6.
- Jede Wette. Heyne Verlag, 2005, ISBN 3-453-52093-9.
- Methanbolismus. In: Maike Hallmann und Catherine Beck (Hrsg.): Matrixfeuer. Heyne Verlag, 2004, ISBN 3-89064-587-9.
- Schattenjäger. 2006, ISBN 3-453-52207-9. (Sammelband)
- Schattenläufer. 2007, ISBN 978-3-453-52232-9. (Sammelband)

### Spannung / Horror / Thriller
- Die Bestie: Ritus. Droemer Knaur, 2006, ISBN 3-426-63130-X, Hörbuch Lagato Verlag, 2006, ISBN 978-3-938956-19-9.
- Die Bestie: Sanctum. Droemer Knaur, 2006, ISBN 3-426-63131-8, Hörbuch Lagato Verlag, 2007, ISBN 978-3-938956-29-8.
- Die Mächte des Feuers. Piper-Verlag, 2006, ISBN 3-492-70133-7, Hörbuch Hamburg, 2007, ISBN 978-3-89903-401-1.
- Drachenkaiser. Piper-Verlag, 2009, ISBN 978-3-492-70153-2, Hörbuch Hamburg, 2010, ISBN 978-3-86952-027-8.
- Drachengift. Piper-Verlag, 2016, ISBN 978-3-492-70353-6, Hörbuch Hamburg, 2016, ISBN 978-3-86952-278-4.
- Vampire! Vampire! – Alles über Blutsauger. Piper-Verlag, 2008, ISBN 978-3-492-29181-1.
- Blutportale. Droemer Knaur, 2008, ISBN 978-3-426-66339-4, Hörbuch Audible Studios, 2018.
- Kinder des Judas. Knaur-Verlag, 2007, ISBN 978-3-426-66277-9, Hörbuch Audible Studios, 2019.
- Judassohn. Knaur-Verlag, 2010, ISBN 978-3-426-65225-1, Hörbuch Audible Studios, 2018.
- Judastöchter. Knaur-Verlag, 2010, ISBN 978-3-426-65230-5.
- Oneiros – Tödlicher Fluch. Droemer Knaur, 2012, ISBN 978-3-426-50590-8, Hörbuch Audible Studios, 2012.
- Totenblick. Knaur, 2013, ISBN 978-3-426-50591-5.
- Exkarnation – Krieg der alten Seelen. Knaur, 2014, ISBN 978-3-426-51623-2, Hörbuch Audible Studios, 2014, ISBN 978-3-86804-850-6.
- Exkarnation – Seelensterben. Knaur, 2015, ISBN 978-3-426-50593-9, Hörbuch Audible Studios, 2015, ISBN 978-3-95639-021-0.
- AERA 1 – Die Rückkehr der Götter. Knaur, 2015, ISBN 978-3-426-51861-8, Hörbuch Audible Studios, 2015.
- Des Teufels Gebetbuch. Knaur, 2017, ISBN 978-3-426-65419-4, Hörbuch Audible Studios, 2017.
- Die Klinge des Schicksals. Knaur, 2018, ISBN 978-3-426-65448-4, Hörbuch Audible Studios, 2018.
- AERA 2 – Die schwärzeste Nacht. Knaur, 2022, ISBN 978-3-426-52857-0, Hörbuch Audible Studios, 2022.
- Die Schwarze Königin. Knaur, 2023, ISBN 978-3-426-22781-7, Hörbuch Argon Verlag, 2023.
- Die Schwarze Königin II. Knaur, 2025, ISBN 978-3-426-22819-7, Hörbuch Argon Verlag, 2025.

### Kinderbücher
- Aufbruch nach Deseo : Roman mit Illustrationen von Isabeau Backhaus,  Beltz Verlag 2024, ISBN 978-3-407-81358-9.

- Verschollen in Hellenia mit Illustrationen von Isabeau Backhaus, Beltz/Gulliver Verlag 2025, ISBN 978-3-407-81372-5.

### Kurzgeschichten
- Das Fest der Zwerge: Phantastische Weihnachtsstorys, Piper Verlag 2007, ISBN 978-3-492-26648-2.
- Weihnachtsmarkt: Winterthriller, E-Book Knaur-Verlag 2013, ISBN 978-3-426-43135-1, Hörbuch Audible 2013.
- Wahre Märchen 2: Elf klassische Märchen in neuem Gewand Feder & Schwert-Verlag 2014, ISBN 978-3-86762-214-1.
- Schweigepflicht, Thalia Holding GmbH 2015, ISBN 978-3-95952-071-3, Hörbuch Audible 2016.
- Kommando Flächenbrand, edel & electrik 2015, ISBN 978-3-96029-002-5.
- Aus dunklen Federn (Band 1 und 2), Briefgestöber-Verlag 2014 und 2016, ISBN 978-3-9815574-6-6, E-Books bei dotbooks 2014 und 2016.
- Die Baker-Street-Artefakte, Feder & Schwert-Verlag 2015, ISBN 978-3-86762-249-3.